# Aptychella proligera
Aptychella proligera är en bladmossart som beskrevs av Theodor Carl Karl Julius Herzog 1916. Aptychella proligera ingår i släktet Aptychella och familjen Sematophyllaceae. Inga underarter finns listade i Catalogue of Life.